# Festung Veletin

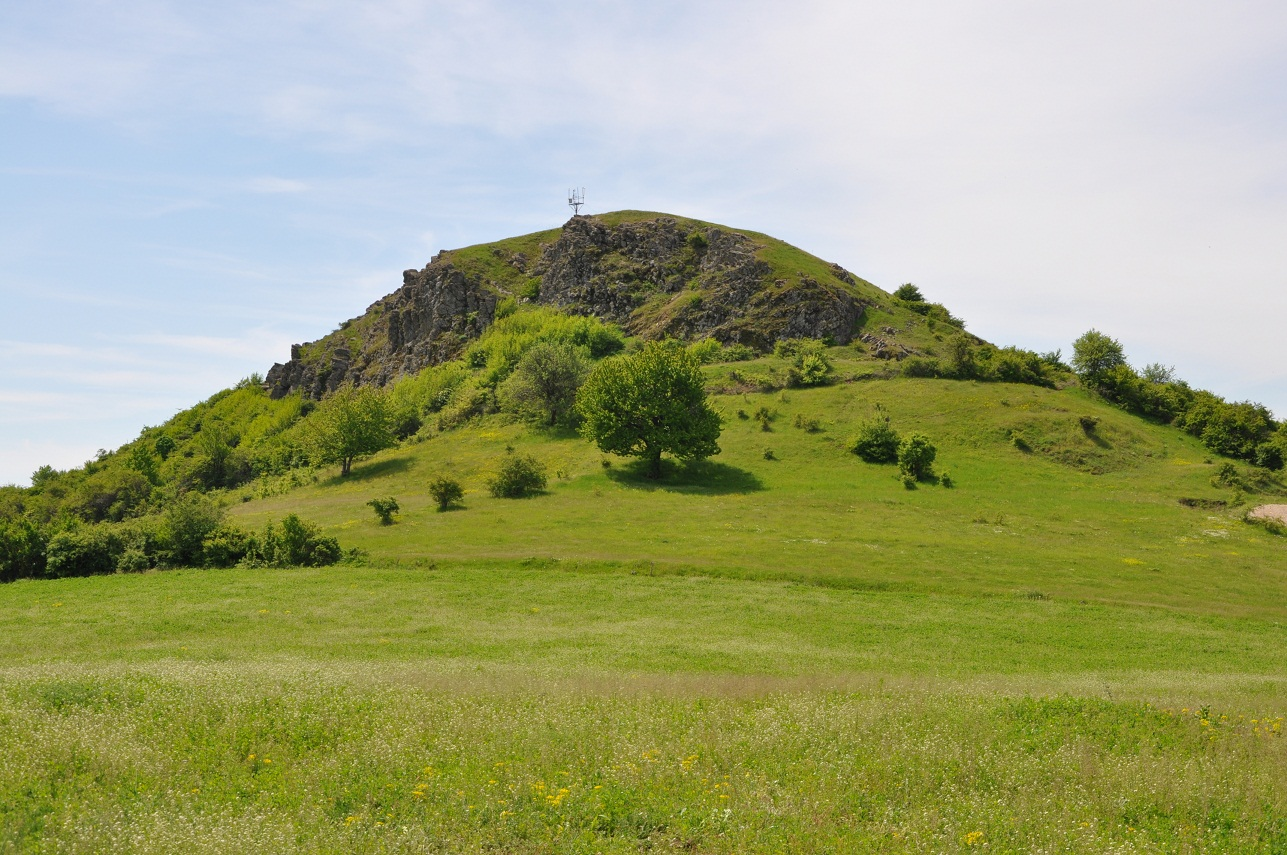
Kodra Veletin

Die Festung Veletin (albanisch Kalaja e Veletinit) ist eine ehemalige Festung im östlichen Kosovo. Sie liegt etwa fünf Kilometer südöstlich der archäologischen Stätte Ulpiana zwischen Gračanica und Janjeva. Von der Festung, die sich auf dem 970 m. i. J. hohen Kodra Veletin (Veletin-Hügel) beim Dorf Shashkoc befindet, bietet sich ein guter Überblick übers Amselfeld, das sich im Westen erstreckt.
In den 1980er Jahren wurden Grabungen durchgeführt. Sie ergaben, dass die Festung seit der Antike genutzt wurde. Hingegen sind der Abbau von Erzen und die Prägung von Münzen bereits in vorschriftlicher Zeit nachweisbar. Minen befanden sich östlich des Burghügels.
Die Anlage gehört unter der Bezeichnung „Qyteza e fortifikuar në Veletin (Shashkoc)“ zum geschützten Kulturgut des Kosovos.